# Вилата
Вилата (итал. Villata) је насеље у Италији у округу Верчели, региону Пијемонт.
Према процени из 2011. у насељу је живело 1590 становника. Насеље се налази на надморској висини од 136 м.

## Становништво
| 1936. | 1951. | 1961. | 1971. | 1981. | 1991. | 2001. | 2011. |
| ----- | ----- | ----- | ----- | ----- | ----- | ----- | ----- |
| 2.279 | 2.212 | 2.066 | 1.876 | 1.768 | 1.620 | 1.624 | 1.618 |